# 유튜브 (유튜브 채널)

유튜브 채널 로고

유튜브(YouTube)는 유튜브의 공식 유튜브 채널로, 플랫폼의 동영상과 이벤트를 집중 조명하기 위한 채널이다. 이전 명칭은 유튜브 스포트라이트(YouTube Spotlight)였다. 이 채널에 보이는 이벤트들에는 유튜브 코미디 위크와 유튜브 뮤직 어워드 등이 있다. 게다가 이 채널은 2010년부터 2019년 사이 해마다 YouTube Rewind를 업로드했다. 2013년 말에 이 채널은 플랫폼에서 가장 많이 구독된 채널로 순위를 올렸다.